# Ткачёва, Елена Васильевна
Елена Васильевна Ткачёва (род. 29 июня 1989, Белгород) — российская волейболистка, нападающая-доигровщица. Мастер спорта России.

## Биография
Начала заниматься волейболом в белгородской СДЮШОР № 2 у тренера В. С. Пупыниной. В 2004—2007 выступала за местный «Университет»-2, а в 2007 заключила контракт с «Ленинградкой» (Санкт-Петербург), в составе которой в 2008 году дебютировала в суперлиге чемпионата России. За команду из Санкт-Петербурга выступала на протяжении 10 сезонов, в 2009 став с ней бронзовым призёром Кубка вызова ЕКВ. В 2017—2018 играла в Казахстане за «Алтай»-2 (Усть-Каменогорск), а в 2018—2020, вернувшись в Россию — за «Сахалин». В 2020 заключила контракт с челябинским «Динамо-Метаром». В 2023 перешла в краснодарское «Динамо», а в 2024 — в «Омичку». В 2025 завершила игровую карьеру.

### Клубная карьера
- 2004—2007 —  «Университет»-2 (Белгород);
- 2007—2009 —  «Ленинградка»-2 (Санкт-Петербург);
- 2008—2017 —  «Ленинградка» (Санкт-Петербург);
- 2017—2018 —  «Алтай»-2 (Усть-Каменогорск);
- 2018—2020 —  «Сахалин» (Южно-Сахалинск);
- 2020—2023 —  «Динамо-Метар» (Челябинск);
- 2023—2024 —  «Динамо» (Краснодар);
- 2024—2025 —  «Омичка» (Омск).

## Достижения
- бронзовый призёр розыгрыша Кубка вызова ЕКВ 2009.
- бронзовый призёр розыгрыша Кубка России 2022.
- серебряный призёр чемпионата России среди команд высшей лиги «А» 2014.
- серебряный призёр розыгрыша Кубка Победы 2015.
- двукратный победитель розыгрышей Кубка Сибири и Дальнего Востока — 2018, 2019.